# Estádio da Luz
El Estádio da Luz, denominado oficialmente Estádio do Sport Lisboa e Benfica, es un estadio de fútbol ubicado en Lisboa, Portugal. Es propiedad de Sport Lisboa e Benfica, club de la Primeira Liga, que disputa en él sus partidos como local.
El estadio, con capacidad para 68 100 espectadores, se inauguró el 25 de octubre de 2003. Fue construido con motivo de la Eurocopa 2004 remplazando al colindante antiguo estadio Da luz. Es el mayor estadio de Portugal y está catalogado por la UEFA como de élite (categoría 4), lo que le permite albergar finales europeas, como la final de la Liga de Campeones de 2014, en la que el Real Madrid, conquistó su décima Copa de Europa y la de 2020 que ganó el Bayern de Múnich.

## Eventos disputados

### Eurocopa 2004
- El estadio albergó cinco partidos de la Eurocopa 2004.
| Fecha               | Selección #1 | Resultado          | Selección #2 | Ronda                 | Espectadores |
| ------------------- | ------------ | ------------------ | ------------ | --------------------- | ------------ |
| 13 de junio de 2004 | Francia      | 2 - 1              | Inglaterra   | Primera fase, Grupo B | 62 487       |
| 16 de junio de 2004 | Rusia        | 0 - 2              | Portugal     | Primera fase, Grupo A | 59 273       |
| 21 de junio de 2004 | Croacia      | 2 - 4              | Inglaterra   | Primera fase, Grupo B | 57 047       |
| 24 de junio de 2004 | Portugal     | 2 - 2 (6 - 5 pen.) | Inglaterra   | Cuartos de final      | 65 000       |
| 4 de julio de 2004  | Portugal     | 0 - 1              | Grecia       | Final                 | 62 865       |

### Final Liga de Campeones 2013-14
| Fecha              | Equipo #1   | Resultado | Equipo #2          | Ronda                   | Espectadores |
| ------------------ | ----------- | --------- | ------------------ | ----------------------- | ------------ |
| 23 de mayo de 2014 | Real Madrid | 4 - 1     | Atlético de Madrid | Final Liga de Campeones | 60 976       |

### Final Liga de Campeones 2019-20

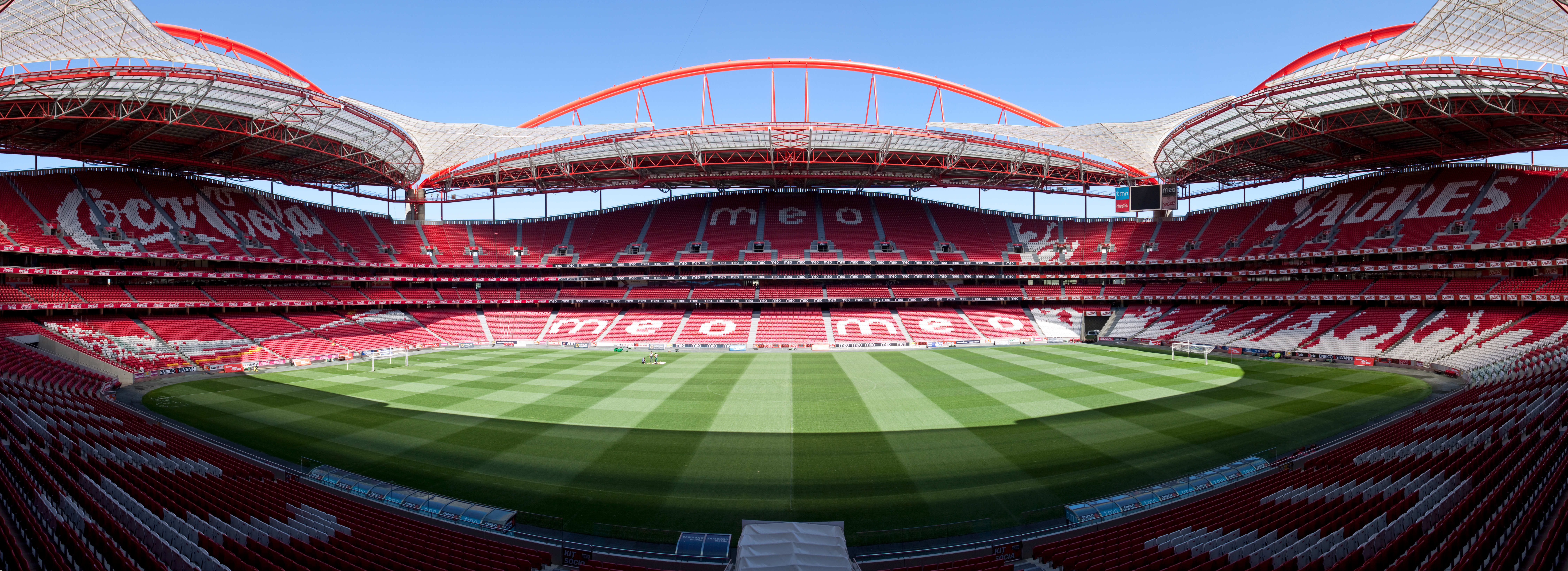
Panorámica del estadio.

| Fecha                | Equipo #1           | Resultado | Equipo #2        | Ronda                   | Espectadores |
| -------------------- | ------------------- | --------- | ---------------- | ----------------------- | ------------ |
| 23 de agosto de 2020 | París Saint-Germain | 0 - 1     | Bayern de Múnich | Final Liga de Campeones | 400          |